# Buk lesní ve Varnsdorfu
Buk lesní ve Varnsdorfu v okrese Děčín se nacházel v areálu dětského střediska v Poštovní ulici. Výška tohoto stromu byla 25 metrů, obvod celých 570 centimetrů. Vyhlášení ochrany tohoto stromu bylo v roce 1995, stáří bylo odhadnuto asi na 150 - 180 let. 
Strom měl dva kmeny, které vznikly jako důsledek poškození v mládí. Zajímavé bylo, že se jednalo o červenolistou zahradní formu buku lesního – „rubra“. 
Dne 5. října 2017 se městem prohnala vichřice a kořenový systém stromu nevydržel. Strom spadl na silnici a byl zasahujícími hasiči rozřezán.